# The Same Sun
The Same Sun es el segundo disco en solitario de la cantante, compositora y violinista irlandesa Sharon Corr. El título del álbum, que es también el de uno de los temas del mismo, está inspirado en su viaje humanitario a con Oxfam a Tanzania.

## Canciones
1. Raindrops
2. Take a Minute
3. We Could Be Lovers
4. Upon An Ocean
5. Edge Of Nowhere
6. Full Circle
7. You Say
8. Thinking About You
9. The Runaround
10. The Same Sun
11. Christmas Night
12. Salamanca (Bonus Track Francia)

### Gira y sencillos
Tras la gira de Dream Of You (2010-2013), en la que ya interpretó algunas de las canciones de este nuevo disco, en septiembre de 2013 visita Brasil y a partir de noviembre emprende una gira por Europa y Estados Unidos. El primer sencillo del álbum es "Take A Minute" cuyo videoclip fue rodado en Barcelona, aunque en un primer momento iba a ser "We Could Be Lovers" la cual ya había estrenado en directo en el programa de La Voz de Irlanda.
- Datos: Q15057548